# Johannes Anker Larsen
Johannes Anker Larsen (18. září 1874 v Henninge, ostrov Langeland – 12. února 1957 v Birkerod u Kodaně) byl dánský spisovatel a dramatik.

## Život
Larsen byl synem námořníka a dcery sedláka. Studoval teologii, práva a filologii v Kodani. Mezi lety 1905 až 1913 pracoval jako novinář a herec, později jako dramaturg, od roku 1928 v Královském divadle v Kodani. Publikoval několik románů a novel, také psal divadelní komedie, většinou ve spolupráci s Egillem Rostrupem. Je znám zvláště pro svůj duchovní román Kámen mudrců, za který obdržel roku 1923 cenu nakladatelství Gyldendal za nejlepší dosud nepublikovaný skandinávský román.

## Dílo

### Česká vydání
- Dveře dokořán (1995, ISBN 80-85862-06-9)
- Kámen mudrců (1999, ISBN 80-85862-28-X)
- Člověk v blázinci (2008, ISBN 978-80-85862-73-7)
- Znamení věčnosti (2008, ISBN 978-80-85862-78-2)
- Spolu opustíme den (2011, ISBN 978-80-85862-85-0)
- Vykoupení pastora Nema (2013, ISBN 978-80-85862-87-4)

### Romány
- Karen Kruse (1912)
- Pfingstsonntag oder Pastor Nemkos Heimsuchung (1912, Vykoupení pastora Nema)
- Die Bucht (1919)
- Der Stein der Weisen (1923, Kámen mudrců)
- Martha und Maria (1925)
- Heiligung oder die Gemeinde die in den Himmel wächst (1928, Znamení věčnosti)
- Rausch (1931)
- Ich will was ich soll oder König Lear von Svendborg (1932)
- Olsens Torheit (1941, Člověk v blázinci)
- Hansen (1949)

### Přednášky a duchovní životopis
- Vom wirklichen Leben, Vorträge, gehalten in Amersfoort (1927, Berlín 1928 a Curych 1925)
- Bei offener Tür. Ein Erlebnisbericht (1923, Dveře dokořán)

### Novely
- Ein Traum (1904)
- Das Kind (1905)
- Ein Trottel (1905)
- Eingesperrt (1905)
- Eine strenge Zeit (1905)
- Geburtstagsgeschenk (1905)
- Kristian Københavner (1905)
- Spinnen (1905)
- Niels Weihnachtsabend (1905)
- Mein (1908)
- Macht (1908)
- Magdalena vom Lande (1908)
- Der Kandidat (1908)
- Eros (1918)
- Menschenauge (1918)
- Amor und Psyche (1918)
- Anno Domini MXMVIV (1918)
- Blumen vom Paradies (1918)
- Treue (1946)
- Das Wunder (1946)
- Irrsinn (1946)
- Erfüllung (1946)
- Das Papierschiffchen, Ein Mann und eine Frau

### Hry
(částečně ve spolupráci s Egillem Rostrupem)
- Der Sohn des Zeus (1935)
- Das Weib des Propheten (1935)
- Per Bunkes Vorgeschichten (1908)
- Schwarzer Peter (1913)
- Magdalena vom Lande (1912)
- Das Kind des Grafen
- Ein einziges Ding
- Niels Nielsen
- Karl der Kühne
- Karen
- Maren und Mette (1910)
- Fünfhundert Prozent (1917)